# 프라이드 하우스
프라이드 하우스(Pride House)는 성소수자 운동 선수들과 자원봉사자, 관중들을 위해 올림픽과 패럴림픽 및 기타 국제 스포츠 경기 대회가 개최되는 지역에 임시로 개장하는 쉼터 및 안내소이다. 프라이드 하우스는 벤쿠버 2010년 동계 올림픽에서 시작되었다.

## 프라이드 하우스
프라이드 하우스는 올림픽이나 기타 다른 국제적 스포츠 행사에 설치되어 성소수자 및 성소수자의 인권에 공감하는 스포츠인과 방문객들을 환영하는 공간·장소이다. 성소수자 운동 선수들이 겪은 스포츠 세계 내의 호모포비아 경험과 고충을 교류하고 친목을 쌓을 수 있는 장을 마련하며 대중에게 이런 사례들을 공개해 스포츠에 만연한 호모포비아 문화를 개선하고자 하는 목적이 있다. 운동 선수들과 후원자들간의 만남을 주선하기도 하며, 예술 작품 전시나 공연 등의 문화 활동을 제공하기도 한다.

## 역사
최초의 프라이드 하우스는 2010년 동계 올림픽을 위해 LGBT 운동가이자 이벤트 프로듀서인 딘 넬슨의 주도하에 여러 지역 인사가 참여해 벤쿠버의 성소수자 센터인 큐뮤니티(Qmunity)센터에 설립되었다.  2010년 동계 올림픽 기간 동안 벤쿠버와 휘슬러의 프라이드 하우스는 성소수자 운동선수들과 코치, 방문객과 그들의 가족 및 친구, 지지자들을 위한 장소가 되었다. 프라이드 하우스는 성소수자 선수들과 참석자들에게 경기 및 지역 서비스 정보 및 업무를 지원하였으며, 벤쿠버 지역 성소수자 커뮤니티에 대한 홍보와 함께 성소수자 외국인들에게 캐나다로의 이민과 난민 신청에 대한 정보를 제공하였다.
런던 프라이드 하우스는 2012년 하계 올림픽의 전체 17일 동안 클라팜 커먼에 설치될 예정이였지만, 2012년 4월 24일 투자자의 부족으로 취소될 위기에 처했었다. 럭비선수인 개레스 토마스와 벤 코헨, 배우 스티븐 프라이 등 유명인사들이 프라이드 하우스 대사로 참여하였으며, 영국과 유럽의 여러 성소수자 스포츠 단체의 후원을 받아 2012년 7월 12일 새로운 프라이드 하우스 계획이 발표되어, 프라이드 하우스는 폐막식인 8월 12일까지 라임하우스 베이신 등을 비롯, 런던의 여러 지역에 설치되었다.
러시아는 2014년 소치 동계 올림픽 전 동성애와 양성애등 이성애가 아닌 다른 모든 성적 지향을 '비전통적'인 것으로 규정하여 공공장소에서 노출하는 것을 금지하는 법을 재정함에 따라 프라이드 하우스도 함께 금지되어 설치되지 못하였다. 미국의 대통령 버락 오바마와 독일의 대통령 요아힘 가우크, 프랑스의 대통령 프랑수아 올랑드 등 많은 국가 정상 및 장관들이 러시아가 재정한 법에 대한 항의의 표시로 개막식에 불참하였다. 또한 여러 나라의 성소수자 단체들이 소치 올림픽 보이콧 운동을 주도하였으며 러시아 제품에 대한 불매 운동도 진행되었었다. 소치의 프라이드 하우스 개장이 무산되자, 동계 올림픽 기간 동안 유력 성소수자 스포츠인들의 주도하에 세계 여러 나라에서 자발적인 프라이드 하우스가 설치되었다.
2014년 글래스고에서 개최된 코먼웰스 게임에 스코틀랜드 정부는 프라이드 하우스의 설치를 위해 25,000파운드의 예산을 편성하였다.
2015년 팬아메리칸 게임을 위한 프라이드 하우스 설치가 토론토와 온타리오지역의 성소수자 단체, 시민 단체, 노동조합 및 정부 기관에 의해 계획되어, 2015년 7월 8일부터 7월 26일까지 개장하였다.
2016년 하계 올림픽에는 브라질 현지 성소수자 단체인 CDG 브라질에서 프라이드 하우스 오픈과 운영을 밝혔다. 해당 단체는 2014년 FIFA 월드컵 때에도 브라질에서 프라이드 하우스를 운영했었다.
2018년 평창동계올림픽에는 한국의 성적소수자 단체인 한국성적소수자문화인권센터가 프라이드 하우스 평창 보관됨 2016-06-08 - 웨이백 머신의 운영을 준비중이다.